# اتلی اکمک
اتلی اکمک (ترکی استانبولی: Etli ekmek) یک غذای بومی ترکیه است که از نظر ظاهری شبیه پیتزاست و در قونیه تهیه می‌شود. اتلی اکمک در ترکی استانبولی به معنی نان با گوشت است. این غذا در سایر شهرهای ترکیه هم سرو می‌شود.